# حسن إبراهيم صقر
حسن إبراهيم صقر (مواليد 19 أكتوبر 1990، لاعب كرة قدم إماراتي دولي يجيد اللعب في الوسط مع نادي عجمان الإماراتي و لعب سابقاً في المنتخب الإماراتي. ومثل منتخب الإمارات في كأس آسيا 2015 .

## المسيرة الرياضية
لعب سابقاً في نادي الشباب ونادي شباب الأهلي ونادي الوصل ونادي عجمان.

## روابط خارجية
- حسن إبراهيم صقر على موقع قاعدة بيانات كرة القدم.إي يو (الإنجليزية)
- حسن إبراهيم صقر على موقع ناشيونال فوتبول تيمز (الإنجليزية)
- حسن إبراهيم صقر على موقع Soccerway.com (الإنجليزية)